# Gradišće (żupania karlowacka)
Gradišće – wieś w Chorwacji, w żupanii karlowackiej, w gminie Generalski Stol. W 2011 roku liczyła 53 mieszkańców.